# Jägerhaus (Mintraching)
Jägerhaus ist ein Ortsteil der Gemeinde Mintraching auf der Gemarkung Sengkofen.
Er hat acht Einwohner (Hauptwohnsitz, Stand: 31. Dezember 2023) und drei Gebäude mit Wohnraum. Somit ist Jägerhaus ein Weiler und besteht aus zwei landwirtschaftlichen Betrieben.

## Geschichte
Jägerhaus ist bereits in einem Positionsblatt aus der Zeit um 1860 namentlich verzeichnet. Ab der topographischen Karte von 1955 wird der Ort als Hallerhaus bezeichnet und es werden zwei weitere Anwesen dargestellt. Ab der Kartenausgabe von 1985 wird wieder Jägerhaus als Ortsname verwendet.
Dem Gemeindeteil von Mintraching wurde durch Bescheid der Regierung der Oberpfalz mit Wirkung vom 1. Januar 1981 der Name „Jägerhaus“ erteilt.